# Cachoeira de São Vicente

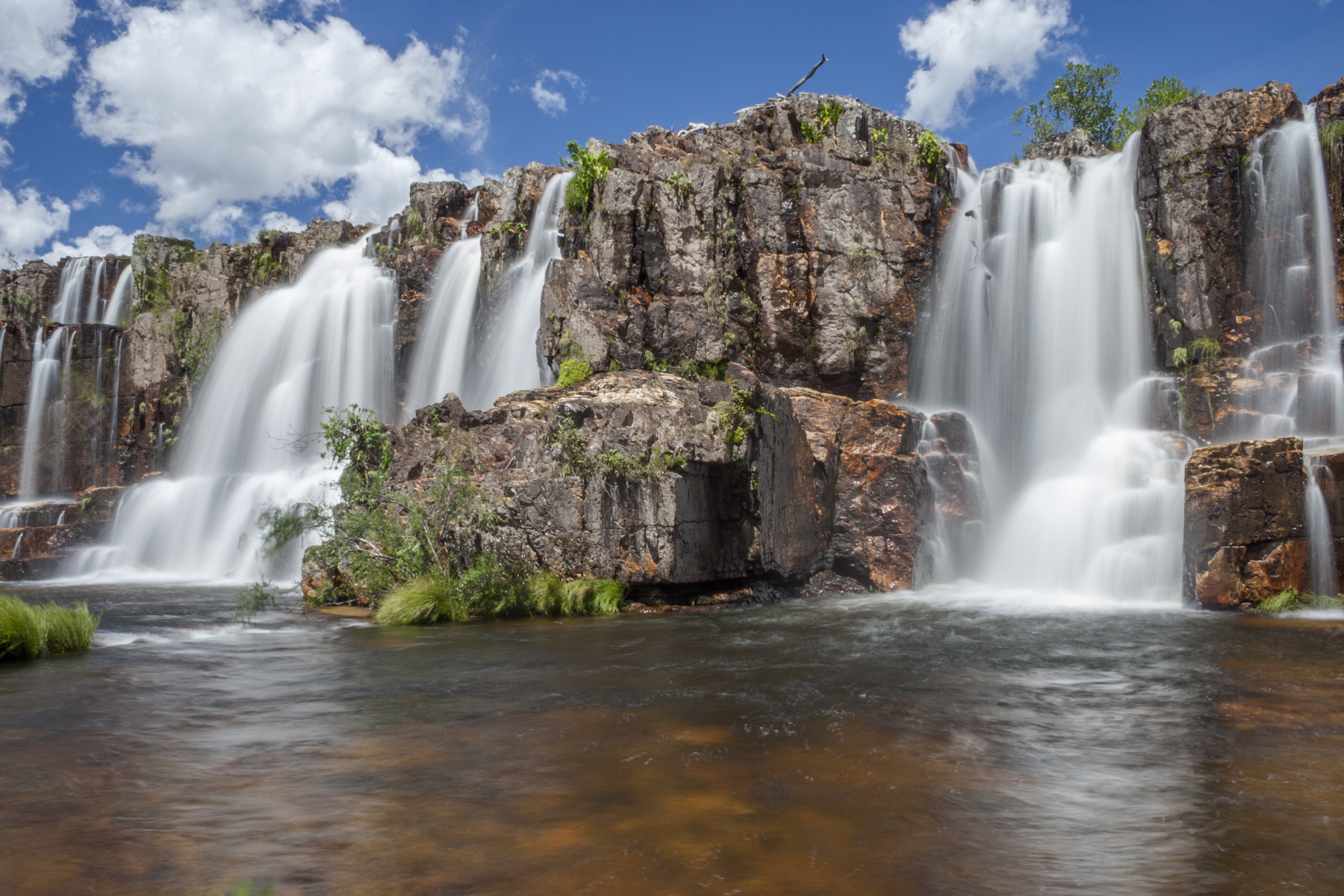
Cachoeira São Vicente

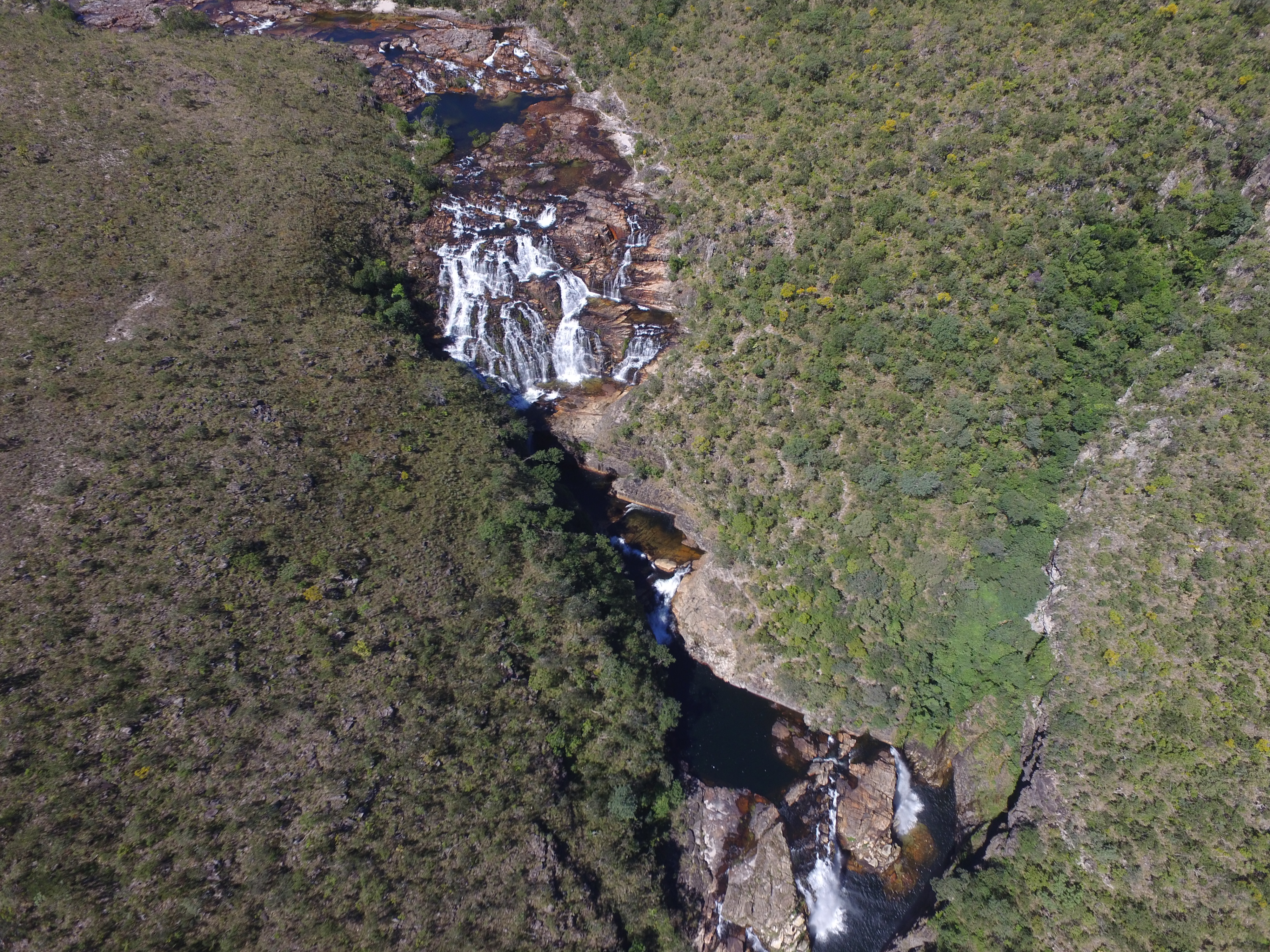
Vista aérea

Cachoeira de São Vicente, também conhecida por Catarata dos Couros, é uma queda de água localizada no município brasileiro de Alto Paraíso de Goiás, no estado de Goiás. Está situada mais precisamente a sudoeste da área urbana do município. Constitui um dos atrativos do complexo do Parque Nacional da Chapada dos Veadeiros.
O acesso pode ser feito via GO-118, cerca de 15 km no sentido Alto Paraíso de Goiás a Brasília seguidos de mais 24 km em estrada de terra nem sempre em bom estado.
Abastecida pelas águas do rio dos Couros, despenca de cerca de 100 metros de altura em inúmeras menores cachoeiras. As quedas são muito bonitas, e também muito perigosas, especialmente na época das chuvas (outubro a março).